# Mario Monicelli

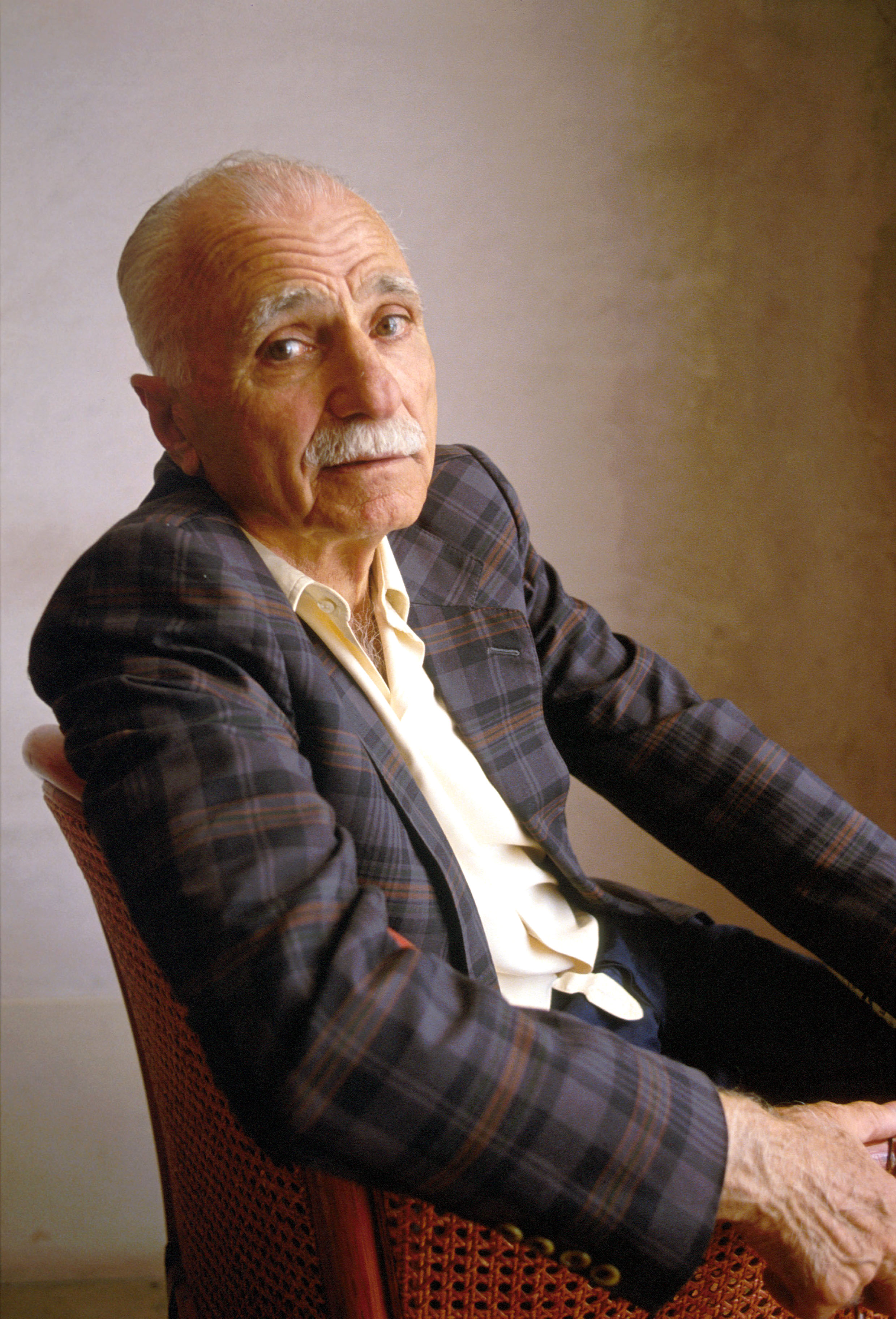
Mario Monicelli (1985)

Mario Monicelli (* 16. Mai 1915 in Rom; † 29. November 2010 in Rom) war ein italienischer Drehbuchautor und Filmregisseur. Er zählt zu den bedeutendsten Filmemachern der Commedia all’italiana und erhielt drei Silberne Bären sowie vier David-di-Donatello-Preise für die beste Regie. 1991 wurde er bei den Filmfestspielen von Venedig mit dem Goldenen Ehrenlöwen ausgezeichnet.

## Leben
Mario Monicelli, Sohn des Journalisten und Theaterkritikers Tommaso Monicelli, schloss ein Studium in Geschichte und Philosophie ab. Späteren Drehbucharbeiten war dies anzumerken. Bereits 1932 schrieb er Filmkritiken, zwei Jahre später drehte er als Amateur seinen ersten Kurzfilm. 1936 wurde er Regieassistent, ab 1942 verfasste er Drehbücher. Seine ersten Regiearbeiten entstanden 1949 im Team mit Steno.
Monicellis Filme Diebe haben’s schwer (1958), Man nannte es den großen Krieg (1959) und Mit Pistolen fängt man keine Männer (1968) waren in der Kategorie Bester fremdsprachiger Film für einen Oscar nominiert. Der Filmemacher selbst war 1965 für Die Peitsche im Genick und 1966 für Casanova ’70 als Kodrehbuchautor für einen Academy Award nominiert. Auf der Berlinale 1957 erhielt er für seinen Film Väter und Söhne seinen ersten Silbernen Bären. Zwei weitere folgten auf der Berlinale 1976 und auf der Berlinale 1982 für seine Regiearbeiten zu Lieber Michele und Die tolldreisten Streiche des Marchese del Grillo.
1991 wurde er für sein Lebenswerk mit einem Goldenen Löwen geehrt.
Monicellis Œuvre umfasst über 60 Arbeiten als Regisseur und etwa 90 Drehbücher. Mit Le Rose del deserto (2006) war er auch mit über 90 Jahren noch als Autor und Regisseur tätig. Er gilt als „einer der Väter der italienischen Komödie“. Seine Bildästhetik hatte großen Einfluss auf die Popkultur.
Mario Monicelli starb im November 2010, nachdem er sich in dem römischen Krankenhaus San Giovanni aus einem Fenster gestürzt hatte. Er hielt sich dort zur Behandlung einer Krebserkrankung auf.
2015, im 100. Geburtsjahr Monicellis, erinnern die 72. Internationalen Filmfestspiele von Venedig mit der Aufführung einer restaurierten Fassung von Vogliamo i colonnelli (1973) und dem Kunstprojekt „Fantasmi“ an den Regisseur. Für das Projekt überarbeitete Monicellis langjährige Lebensgefährtin, die Künstlerin Chiara Rapaccini (besser bekannt unter dem Künstlernamen „RAP“) unveröffentlichte Aufnahmen aus den 1960er- bis 1990er-Jahren, die den Filmemacher am Set zeigen. Monicelli hatte die Dokumente ursprünglich wegwerfen wollen.
Ein jüngerer Bruder Monicellis war der Schriftsteller Furio Monicelli (1924–2011).
Maurizio Acerbo, Nationalsekretär der Rifondazione Comunista aus Pescara, erinnert sich 10 Jahre nach dem Tod von Mario Monicelli, dass die Parteikarte der Partito della Rifondazione Comunista die einzige gewesen sei, die der Filmemacher besessen habe. Laut Acerbo sei die politische und kulturelle Kapitulation nach 1989, die Monicelli nicht ertragen konnte, der Grund dafür gewesen. I compagni (deutsch: Die Peitsche im Genick) von 1963, sei nach seiner Einschätzung der beste Film über die Arbeiter- und Sozialistenbewegung.

## Filmografie (Auswahl)

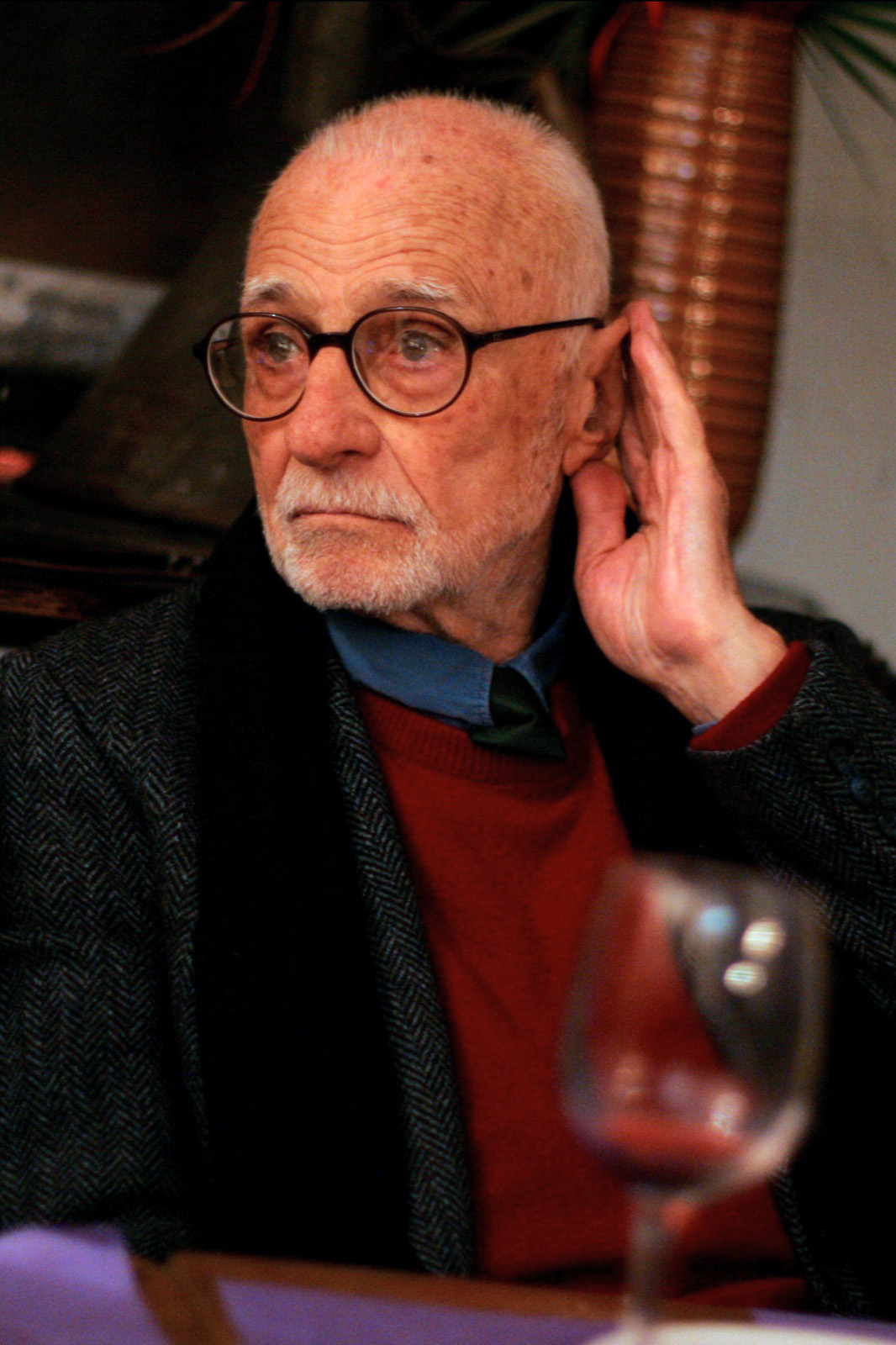
Monicelli im Jahr 2007

### Regie
- 1949: Nur du bist mein Traum (Al diavolo la celebrità)
- 1949: Im Namen des Gesetzes (In nome della legge)
- 1950: Ein Hundeleben (Vita da cani)
- 1951: Räuber und Gendarm (Guardie e ladri)
- 1952: Totò und die Frauen (Totò e le donne)
- 1953: Untreue (Le infedeli)
- 1954: Verboten (Proibito)
- 1955: Ein Held unserer Tage (Un eroe dei nostri tempi)
- 1956: Donatella: Junge Liebe in Rom (Donatella)
- 1957: Väter und Söhne (Padri e figli)
- 1957: Der Arzt und der Hexenmeister (Il medico e lo stregone)
- 1958: Diebe haben’s schwer (I soliti ignoti)
- 1959: Man nannte es den großen Krieg (La grande guerra)
- 1960: Dieb aus Leidenschaft (Risate di gioia)
- 1961: Boccaccio 70 (Regie der ersten Episode)
- 1963: Die Peitsche im Genick (I compagni)
- 1964: Ehen zu dritt (Alta infedeltà) – Regie der vierten Episode
- 1965: Casanova ’70
- 1966: Die unglaublichen Abenteuer des hochwohllöblichen Ritters Branca Leone (L’armata Brancaleone)
- 1966: Die Gespielinnen (Le fate) – Regie der zweiten Episode
- 1968: Mit Pistolen fängt man keine Männer (La ragazza con la pistola)
- 1970: Brancaleone auf Kreuzzug ins Heilige Land (Brancaleone alle crociate)
- 1971: Mortadella (La mortadella)
- 1973: Vogliamo i colonnelli
- 1974: Kennen Sie meine Frau? (Romanzo popolare)
- 1975: Ein irres Klassentreffen (Amici miei)
- 1976: Lieber Michele (Caro Michele)
- 1977: Viva Italia! (I nuovi mostri) (14-Episodenfilm. Episoden „Autostop“ und „Pronto soccorso“)
- 1977: Die bleiernen Jahre (Un borghese piccolo piccolo)
- 1978: Reise mit Anita (Viaggio con Anita)
- 1980: Hurricane Rosie (Temporale Rosy)
- 1981: Die tolldreisten Streiche des Marchese del Grillo (Il marchese del Grillo)
- 1982: Meine Freunde (Amici miei – Atto II°)
- 1985: Die zwei Leben des Mattia Pascal (Le due vite di Mattia Pascal)
- 1986: Hoffen wir, daß es ein Mädchen wird (Speriamo che sia femmina)
- 1987: Vagabunden wie wir (I picari)
- 1990: Kein Mann für die Liebe (Il male oscuro)
- 1991: Rossini! Rossini!
- 1992: Stille Nacht, tödliche Nacht (Parenti serpenti)
- 1994: Cari fottutissimi amici
- 1995: Facciamo paradiso
- 1996: Esercizi di stile (segment Idillio edile)
- 1997: Topi di appartamento
- 1999: Panni sporchi
- 2006: Le rose del deserto

### Drehbücher für Filme anderer Regisseure
- 1947: Aufstand in Sibirien (La figlia del capitano); Regie: Mario Camerini
- 1948: Der geheimnisvolle Chevaliere (Il cavaliere misterioso); Regie: Riccardo Freda
- 1948: Im Namen des Gesetzes (In nome della legge); Regie: Pietro Germi
- 1948: Verlorene Jugend (Gioventù perduta); Regie: Pietro Germi
- 1949: Der Wolf der Silaberge (Il lupo della Sila); Regie: Duilio Coletti
- 1950: Freiwild (Il brigante Musolino); Regie: Mario Camerini
- 1951: Ich liebe einen Mörder (Amo un assassino); Regie: Baccio Bandini
- 1951: O.K. Nero (O.K. Nerone)
- 1952: Ein Auto macht noch keinen Millionär (Cinque poveri in automobile); Regie: Mario Mattòli
- 1953: Sizilianische Leidenschaft (Cavalleria rusticana); Regie: Carmine Gallone
- 1953: Verzeih mir! (Perdonami); Regie: Mario Costa
- 1954: Verdi, ein Leben in Melodien (Giuseppe Verdi); Regie: Raffaello Matarazzo
- 1961: Vergewaltigt in Ketten (A cavallo della tigre); Regie: Luigi Comencini
- 1964: Verrückter Sommer (Frenesia dell'estate); Regie: Luigi Zampa
- 1965: Unsere Ehemänner (I nostri mariti) (Drehbuch der zweiten Episode)

## Auszeichnungen (Auswahl)

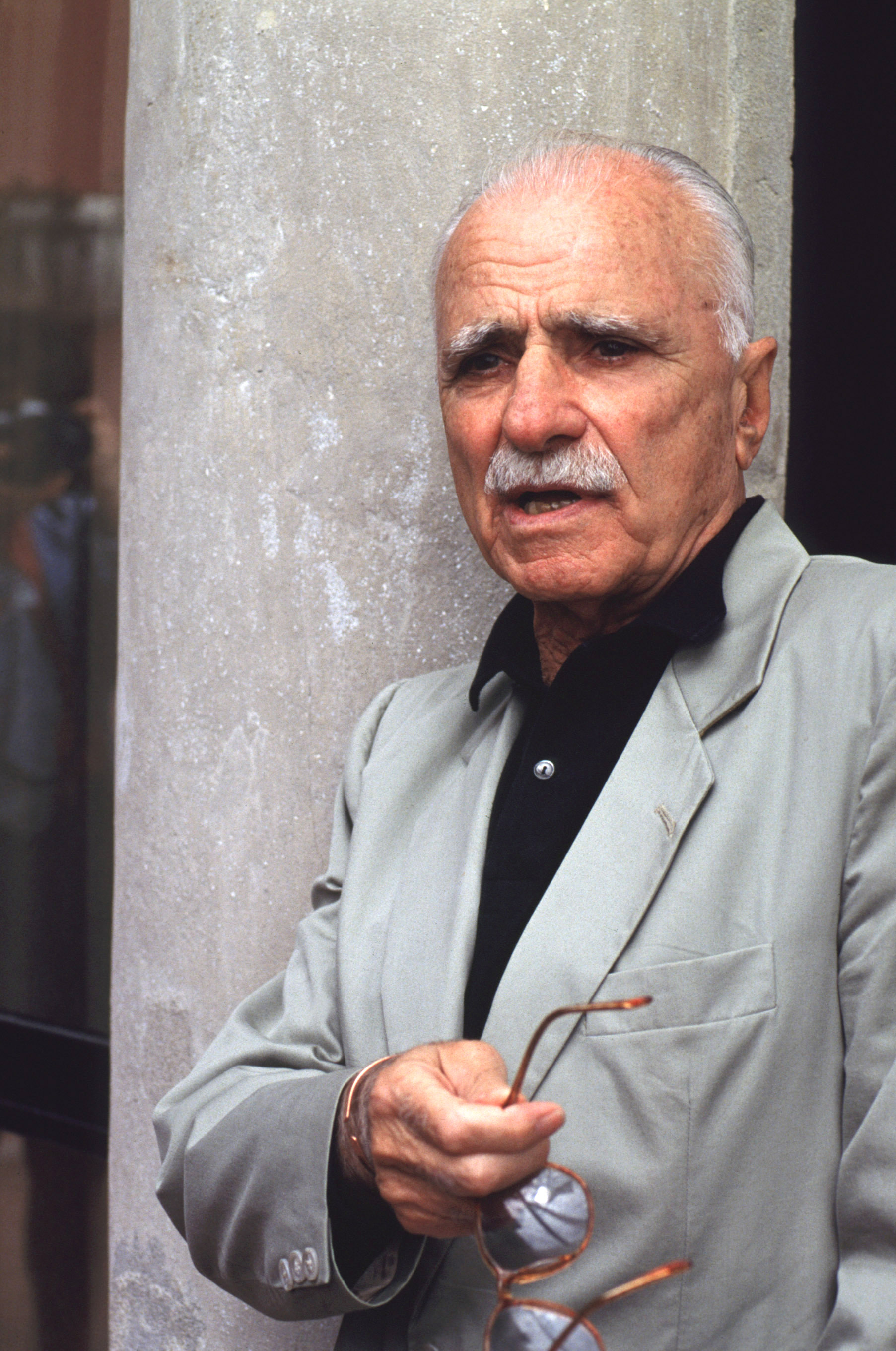
Monicelli im Jahr 1985

- 1957: Silberner Bär der Berlinale für Väter und Söhne (Beste Regie)
- 1958: Silberne Muschel auf dem Festival Internacional de Cine de San Sebastián für Diebe haben’s schwer
- 1959: Nastro d’Argento für Diebe haben’s schwer (Bestes Drehbuch, gemeinsam mit Agenore Incrocci, Furio Scarpelli und Suso Cecchi D’Amico)
- 1959: Goldener Löwe der Internationalen Filmfestspiele von Venedig für Man nannte es den großen Krieg (gemeinsam mit Der falsche General von Roberto Rossellini)
- 1964: Peris beim Mar del Plata Film Festival für Die Peitsche im Genick (Bester Film)
- 1965: Oscar-Nominierung für Die Peitsche im Genick (Bestes Originaldrehbuch, gemeinsam mit Agenore Incrocci und Furio Scarpelli)
- 1965: Regiepreis auf dem Festival Internacional de Cine de San Sebastián für Casanova ’70
- 1966: Oscar-Nominierung für Casanova ’70 (Bestes Originaldrehbuch, gemeinsam mit Agenore Incrocci, Furio Scarpelli, Tonino Guerra, Giorgio Salvioni und Suso Cecchi D’Amico)
- 1976: Silberner Bär der Berlinale für Lieber Michele (Beste Regie)
- 1977: David di Donatello für Un borghese piccolo piccolo (Beste Regie)
- 1977: Nastro d’Argento für Un borghese piccolo piccolo (Bestes Drehbuch, gemeinsam mit Sergio Amidei)
- 1982: Silberner Bär der Berlinale für Die tolldreisten Streiche des Marchese del Grillo (Beste Regie)
- 1982: Nastro d’Argento für Die tolldreisten Streiche des Marchese del Grillo (Bestes Drehbuch, gemeinsam mit Bernardino Zapponi, Leonardo Benvenuti, Tullio Pinelli und Piero De Bernardi)
- 1985: Pietro-Bianchi-Preis bei den Internationalen Filmfestspielen von Venedig
- 1986: David di Donatello für Hoffen wir, daß es ein Mädchen wird (Beste Regie, Bestes Drehbuch gemeinsam mit Tullio Pinelli, Suso Cecchi D’Amico, Leonardo Benvenuti und Piero De Bernardi)
- 1986: Nastro d’Argento für Hoffen wir, daß es ein Mädchen wird (Beste Regie, Bestes Drehbuch gemeinsam mit Tullio Pinelli, Suso Cecchi D’Amico, Leonardo Benvenuti und Piero De Bernardi)
- 1990: David di Donatello für Kein Mann für die Liebe (Beste Regie)
- 1991: Goldener Löwe – Ehrenpreis für ein Lebenswerk bei den Internationalen Filmfestspielen von Venedig
- 2000: Drehbuchpreis auf dem Biarritz International Festival of Audiovisual Programming für die Serie Come quando fuori piove (gemeinsam mit Leonardo Benvenuti, Suso Cecchi D’Amico und Piero De Bernardi)
- 2005: Spezialpreis bei der Verleihung des David di Donatello
- 2005: Ehrenpreis bei der Verleihung des Nastro d’Argento
- 2007: Milano International Film Festival Award (Preis für ein Lebenswerk)